# Yesterday (film 1985)
Yesterday è un film del 1985 diretto da Radosław Piwowarski.
Proiettato al Festival Internazionale del Cinema di Venezia nel 1985, vi ha ottenuto il Premio Fipresci della Settimana internazionale della critica.

## Riconoscimenti
- Concha de Oro al Festival di San Sebastián
- Tulipano d'Oro 1986 all'International Istanbul Film Festival